# Chokolade overtræksmaskine
En chokolade overtræksmaskine er en maskine der overtrækker chokolade.
Man placerer f.eks. et aflangt stykke marcipan i den ene ende, og ud kommer et marcipanbrød i den anden.
Kvalitetsmæssigt er der ingen forskel på om man bruger overtræksmaskine eller dypper sin chokolade i en gryde på gammeldags manér. Kvaliteten af den chokolade man bruger er det eneste der afgør smagen.
Dog kan man sige at en overtræksmaskine giver et mere ensartet udseende på det færdige dessertstykke.
|  | Denne artikel om noget teknisk eller videnskabeligt kan blive bedre, hvis der indsættes et (bedre) billede. Du kan hjælpe ved at afsøge Wikimedia Commons for et passende billede eller lægge et op på Wikimedia Commons med en af de tilladte licenser og indsætte det i artiklen. |